# 亀頭炎
亀頭炎（きとうえん、英: balanitis）は、陰茎亀頭の炎症である。陰茎包皮にも炎症が及んでいる場合は、亀頭包皮炎と呼ばれる。おむつを着用している患者の亀頭炎はアンモニア皮膚炎とは区別される。

## 診断
診断では、充分な病歴聴取、炎症表面の分泌物の採取と培養、生検による病理学的検査などにより慎重に原因を特定する必要がある。

### 分類
- Zoon亀頭炎（別名：形質細胞性限局性亀頭包皮炎 (Balanitis circumscripta plasmacellularis)、形質細胞亀頭炎 (plasma cell balanitis; PCB)）は、特発性で稀な良性の陰茎皮膚症であり[4]、割礼が望ましい場合が多い[4][5][6]。Zoon亀頭炎は、炭酸ガスレーザーでの治療に成功しており[7]、更に最近ではAlbertiniらが割礼をせずEr:YAGレーザー（英語版）による治療に成功したことを報告している[8]。しかしRetamarらによる別の研究では、炭酸ガスレーザーで治療した患者の40％が再発した[9]。
- 環状亀頭炎（英語版）は、反応性関節炎（英語版）を伴う蛇行性（英語版）環状皮膚炎である。
- 偽上皮腫性角化性雲母状亀頭炎（Pseudoepitheliomatous keratotic and micaceous balanitis; PKMB）

## 疫学
亀頭炎は、世界的には「割礼を受けていない男性の最大3％が罹患する可能性がある」とされている。米国では「泌尿器科を受診する成人男性の11％、小児の3％が罹患する一般的な疾患」である。